# 쌍간허

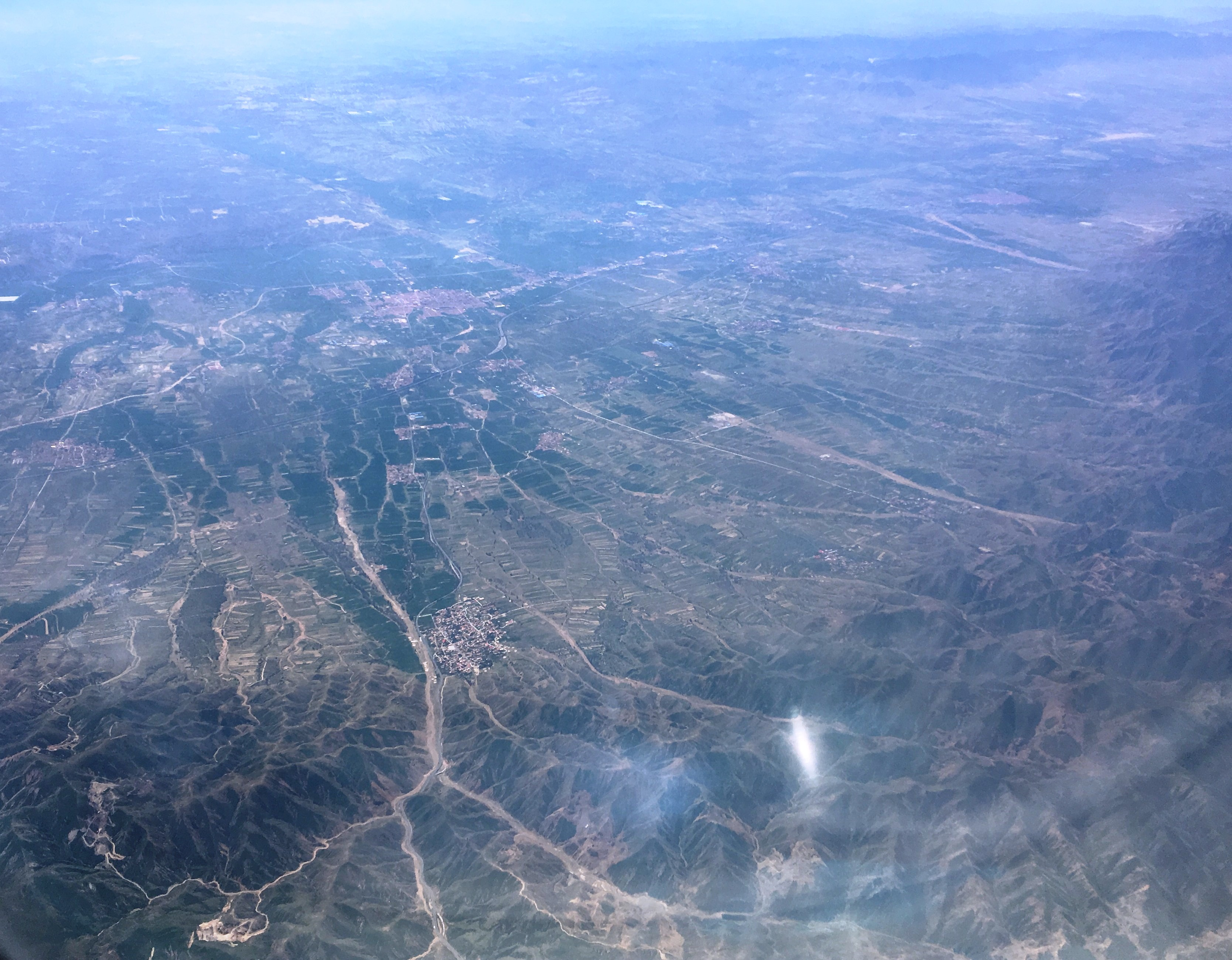
쌍간허 계곡

쌍간허(상건하, 중국어: 桑干河, 병음: Sānggān hé)는 중화인민공화국의 산시성 북부와 허베이성 서북부를 흐르는 하천의 하나로 하이허 수계에 속한다. 베이징 시 서부로부터 톈진시를 흐르는 융딩허의 주요 지류이다.
쌍간허(상건하)라는 이름은 매년 뽕의 열매가 익는 시기가 되면 강이 마르는 데에서 지어진 것이라고 여겨진다. 또 융딩허(영정하)는 수대에는 상건하로 불리고 있었다.
원류는 산시 성 북부를 흐르는 위안쯔허(元子河) 및 후이허(恢河)로 숴저우시에서 합류해 상건하로 불리게 된다. 다퉁시를 거쳐 허베이 성 북부의 장자커우 시 화이라이 현에 들어가고 주관툰에서 양허와 합류해 융딩허가 된다. 융딩허는 관팅 댐을 거쳐 베이징 서부로 흘러 최종적으로는 하이허를 거쳐 보하이해에 다다른다. 길이는 506km, 유역 면적은 23,900km2이다.
주요 지류로는 후류허(壺流河), 위허(御河), 훈허(渾河) 등이 있다. 또 주류에는 처톈 댐이 건설되고 있다.
화북이나 중국에서는 물 부족이나 하천의 고갈이 중요한 문제가 되고 있으며, 다퉁 등을 흐르는 쌍간허도 1997년 이후, 거의 건천이 되어 버린 상태이다.

## 같이 보기
- 딩링
- 산시성 (산서성)
- 줘루현
- 네이선 시빈